# Psychoanalytische Filmtheorie
Als Psychoanalytische Filmtheorie bezeichnet man eine Strömung der Filmwissenschaft bzw. Filmtheorie, welche die Methode der Psychoanalyse auf das Phänomen des Films und des Kinos anwendet.

## Einführung
Ab dem Jahr 1969, als Reaktion auf die Unruhen des Pariser Mai, entwickelte sich, ausgehend von Frankreich, genauer von Seiten der französischen Filmkritik aus, eine theoretische Auseinandersetzung mit dem Medium Kino, dessen Grundlage eine Mischung aus Psychoanalyse, Semiotik, Strukturalismus und Marxismus bildete. Ihren Höhepunkt erreichte die psychoanalytische Filmtheoriebildung im Jahre 1975: Die Artikel „Le Dispositif: approches métapsychologiques de l’impression de réalité“ von Jean Louis Baudry und „Le film de fiction et son spectateur (Étude métapsychologique)“ von Christian Metz avancierten dabei zu den einflussreichsten und wirkmächtigsten Texten.
Im Mittelpunkt dieser filmtheoretischen Debatte stand das Zuschauersubjekt sowie dessen Beziehung zum Kino. Ausgangsbasis bildeten die Überlegungen des französischen Theoretikers Jean Louis Baudry sowie die filmtheoretischen Schriften von Christian Metz, dessen Le signifiant imaginaire. Psychoanalyse et cinéma (1977, dt.: Der imaginäre Signifikant. Psychoanalyse und Kino) die Diskussion erst richtig eröffnete. Metz unternimmt den Versuch, psychoanalytische Termini – insbesondere der Theorie Jacques Lacans – auf den Bereich der Kinematographie zu übertragen.
Psychoanalytische Filmtheorie versucht in erster Linie herauszuarbeiten, wie das Unbewusste die Rezeption von Filmgeschehen unterstützt, bzw. wie Film und Kino unbewusste, irrationale Prozesse beim Betrachter auslösen und Filmschauen so zu einer lustvollen Erfahrung werden lassen. Wenn der Film, wie seit jeher behauptet, in die Nähe des Traums gerückt werden kann, so muss es möglich sein, ihm mit Mitteln der Psychoanalyse (analog einer Traumdeutung) beizukommen.
Christian Metz umschreibt die Fragestellung psychoanalytischer Filmtheorie folgendermaßen: „Welchen Beitrag kann die Freudsche Psychoanalyse zur Erkenntnis über den kinematographischen Signifikanten leisten?“ Dass es sich dabei um einen Forschungsbereich handelt, der auch ohne die Analyse einzelner Filme oder Genres auszukommt, wird schnell deutlich. Ziel der Auseinandersetzung bleibt es, Aussagen über den Gesamtapparat Kino und seiner Anordnung zu treffen, wobei das Zuschauersubjekt stets im Mittelpunkt der Beschäftigung steht. Entsprechend war es niemals die Aufgabe psychoanalytischer Filmtheorie herauszuarbeiten, wie das Unbewusste filmisch sichtbar gemacht werden kann (etwa durch Traumsequenzen, Darstellung von Visionen, Rückblenden etc.). Ebenso wenig handelt es sich um die Auseinandersetzung mit Filmen, die die Darstellung psychoanalytischer Probleme oder die der Psychoanalyse selbst zum Thema haben.
Die Rolle des Zuschauers soll also entscheidend sein, nicht die Rolle einzelner Schauspieler oder Autoren. Eine solche neue psychoanalytische Methode, die sich seit Mitte der 1970er Jahre von Frankreich ausgehend zu entwickeln begann, konnte nicht länger den Film isoliert betrachten, sondern musste das gesamte Umfeld Kino miteinbeziehen. Dabei stießen die neuen Theoretiker vor allem auf zwei bestehende Strömungen früherer filmtheoretischer Auseinandersetzung, die sie um die Frage nach dem filmisch Unbewussten ergänzten: Zum einen hat die Realismusdiskussion um André Bazin, die davon ausgeht, dass die Leinwand als Fenster zur Welt fungiert, das die Objekte und den Raum außerhalb der Leinwand bereits impliziert, nichts von ihrer Aktualität verloren. Zum anderen gibt es die formalistische Position von Eisenstein und Rudolf Arnheim, die die Leinwand durch ihre Rahmung begrenzt sehen, wobei diese Begrenzung das auf der Leinwand sichtbare Bild formt und positioniert.
Jean Mitry führt beide Metaphern wieder zusammen, indem er dem Kino sowohl den Status des Fensters als auch den der Rahmung zubilligt. Durch Hinzuziehen einer weiteren Metapher entwickelt sich schließlich die neue Theorie: Die Leinwand wird nun als Spiegel aufgefasst. Die Begriffe Realität (Fenster) und Kunst (Rahmung) werden so mit der Frage nach dem Zuschauer verknüpft, der Diskurs der Psychoanalyse und der Begriff des Unbewussten in die Diskussion eingebracht. Es geht also um mehr als nur um Film – zwei Systeme werden miteinander in Beziehung gesetzt: das Kino und die Psyche.
Jean Louis Baudry nimmt an, dass die Blickbeziehung des Zuschauers zum Bild so wie die Zentralperspektive in der Malerei Kontrolle und Allmacht suggeriert. Das erweist sich jedoch als Selbsttäuschung, da tatsächlich der „Apparat“ das Bild erschafft.

## Schulen
Die klassische psychoanalytische Filmtheorie begann bereits 1916 mit der Veröffentlichung von Hugo Münsterbergs Studie Das Lichtspiel. Sie bedient sich vor allem der Konzepte Sigmund Freuds, als das wichtigste Konzept sei hier der das unbewusste Verarbeiten ödipaler oder narzisstischer Strukturen genannt.
Daneben gibt es seit den 1970er Jahren die auf den Theorien des französischen Psychoanalytikers Jacques Lacan aufbauenden Ansätze, die von Filmwissenschaftlern wie Laura Mulvey und Christian Metz aufgegriffen wurden. Wichtige Aspekte sind hierbei Identifikation und Symbolik sowie Lacans auf dem Konzept des Spiegelstadiums beruhende Konzeption des Imaginären.
Auffallend bei der Beschäftigung mit psychoanalytischer Filmtheorie ist die nahezu ausschließliche Beschäftigung mit Filmen des klassischen narrativen Erzählkinos (besonders beliebt sind hierbei die Filme Alfred Hitchcocks), während Überlegungen etwa zum Avantgarde- und Experimentalfilm meist völlig unberücksichtigt bleiben.